# Seldžuci
Turkijski Seldžuci (na turskom, Selçuklu, mn. Selçuklular; na arapskom (arap.) Saljūq, ili (arap.) al-Salājiqa; perz., Saljūqiyān) bili su glavni ogranak Oguza i loza koja je vladala dijelovima Srednje Azije i Bliskog Istoka od 11. do 14. stoljeća, kao moćni Seldžučki sultanat. Seldžuci su migrirali iz sjevernih iranskih pokrajina u Središnjoj Aziji u Iran, nekadašnje Perzijsko carstvo.
Turkijski Seldžuci se smatraju precima zapadnih Turkijaca, današnjih stanovnika Turske, Azerbajdžana i Turkmenistana.  Seldžuci su odigrali veoma značajnu ulogu tijekom srednjeg vijeka: spriječili su mongolske osvajače da zauzmu Europu s istoka te su obranili islamski svijet od križara sa zapada, pri tom osvajajući veliki dio Bizantskog carstva.

## Podrijetlo i uspon
Turkijski Seldžuci bili su glavni ogranak turkijskih Oguza. Emigrirajući kroz stoljeća postupno iz pustopoljina današnje središnje Azije i zapadne Kine u Perziju, doživjeli su svoj prvi veliki uspon za vrijeme sultana Arp Arslana, konsolidirajući svoju vlast u Perziji, te teško porazivši bizantsku vojsku u bitci kod Manzikerta osvojivši pri tom gotovo cijelu Anadoliju i udarivši temelje današnjoj Turskoj. Arslanov sin sultan Malik Šah Jalal doveo je Seldžučki sultanat do teritorijalnog vrhunca osvojivši Svetu zemlju u ratu s Fatimidima. Ovaj događaj bio je jedan od uzroka Prvog križarskog rata. Nakon Jalalove smrti njegovi sinovi i braća su postupno uništili carstvo u borbama za moć. Nakon nekoliko teških godina Seldžuci su izgubili kontrolu nad Svetom zemljom.

## Raspad centralne vlasti i pad
Smrću velikog sultana Malika Šaha Jalala i gubitkom gotovo svih posjeda u Svetoj zemlji Seldžučki sultanat upada u kontinuirani građanski rat i postupno se fragmentira. Centralna vlast je nakon određenoga vremena u potpunosti nestala, a izgubljeni su i posjedi u današnjem Kazahstanu. Sredinom 12.stoljeća za vrijeme Drugog križarskog rata u Anadoliji je uspostavljen seldžučki Rumski Sultanat oko grada Ikonomiuma (danas Konya), koji će opstati kao jedini stabilni nasljednik velikog carstva. Istočni Seldžuci ubrzo nestaju i gube Perziju, a nasljeđuju ih Kvarezmidi. Iako uspijeva odoljeti bizantskim napadima Ikonomiumski sultanat ipak postupno slabi u 13. stoljeću, unatoč fragmentaciji Bizanta (vidi Četvrti križarski rat) djelomično iz razloga što se nije uspio proširiti znatno u nijednom smjeru. Invazija Mongola dovela je do poraza Rumskog sultanata, koji je postao vazalna država novouspostavljenom Il-kanatu te se počeo postupno raspadati.

## Pad turkijskih Seldžuka
1335. godine raspalo se mongolsko Il-kanatsko carstvo te je Rumski sultanat pokušao se nekako održati. Ponovna uspostava i postupno jačanje Bizantskoga Carstva na zapadu te unutarnji konflikti,doveli su do uspostave takozvanih Gazi emirata odnosno podjele carstva na plemena. Posljednji priznati rumski sultan bio je Giyath al-din Masud II koji je umro 1308., a poslije njegove smrti državica je poživjela još par desetljeća samo u imenu, dok je na zapadu Anatolije jedno turkijsko pleme počelo proces ujedinjavanja s istaknutim vođom Osmanom, osnivačem Osmanskog Carstva.

## Poveznice
- Osmansko Carstvo

## Vanjski poveznice
- All About Turkey: The Seljuks
- Sadberkhanim Muzesi: Seljuk Art
- The Seljuks: Great Seljuks